# Ostermeier
Ostermeier ist ein deutscher Familienname.

## Herkunft und Bedeutung
Ostermeier ist eine Variante des Familiennamens Meier.

## Varianten
- Ostermaier, Ostermair, Ostermayer, Ostermayr, Ostermeyer

## Namensträger
- Elisabeth Ostermeier (1913–2002), deutsche Politikerin (SPD)
- Ernst Ostermeier (1890–1960), deutscher Radrennfahrer
- Eugen Ostermeier (1885–1949), deutscher römisch-katholischer Ordensmann, Missionar und Märtyrer
- Garnet Ostermeier (* vor 1976), deutsche Eiskunstläuferin
- Lena Ostermeier (* 1996), deutsche Fußballspielerin
- Ludwig Ostermeier (1912–2006), deutscher Politiker (BP), MdL Bayern
- Martin Ostermeier (* 1970), deutscher Schauspieler, Sprecher und Performancekünstler
- Selina Ostermeier (* 1999), deutsche Fußballspielerin
- Thomas Ostermeier (* 1968), deutscher Regisseur
- Wilhelm Ostermeier (* 1929), deutscher Fußballspieler